# Форум Гронинген
Форум Гронинген (нидерл. Forum Groningen) — культурный центр, расположенный в городе Гронинген на севере Нидерландов. Включает в себя библиотеку, кинотеатр и часть Гронингенского музея. Форум Гронинген был официально открыт в ноябре 2019 года. Согласно прогнозам он должен был ежегодно принимать до 1,6 миллиона посетителей.
Центр находится рядом с Большой рыночной площадью и Новым рынком, его создание является лишь частью более масштабных планов по реконструкции восточной стороны Большой рыночной площади.

## Планирование
Восточная сторона Большой рыночной площади Гронингена была разрушена во время Второй мировой войны. По окончании её она была восстановлена, но не имела былой привлекательности. Муниципальные власти Гронингена инициировали создание планов по её реконструкции в 2005 году, но встретили сильное противодействие со стороны городского совета. 29 июня того же года был проведён плебисцит, в ходе которого жителям было предложено выступить на одной из двух сторон. Хотя 53 % голосовавших и выступили за предлагавшуюся реконструкцию, плебисцит был признан несостоявшимся из-за явки всего лишь в 38,5 %.
В итоге был проведён архитектурный конкурс, в ходе которого жители города выбрали три лучших из семи предложенных проектов, а из этих трёх муниципальный совет и выбрал проект-победитель, которым и стал Форум Гронинген.

## Возведение
Затраты на строительство были оценены в сумму около 71 миллиона евро, из которых 35 миллионов было выделено правительством провинции. В 2010 году провинциальные власти попытались отказаться от реализации проекта, но угрозы судебного иска, исходящие от группы во главе Яном Терлау обеспечили продолжение строительства центра. В сентябре 2011 года начались работы по сносу зданий на участке — торгового центра и здания студенческой ассоциации. Строительство Форума Гронинген планировалось завершить в 2017 году. Однако крупномасштабное бурение на Гронингенском газовом месторождении, продолжавшееся десятилетиями, привело к увеличению в геометрической прогрессии числа вызванных этим колебаний земной поверхности в провинции, что стало причиной перераспределения бюджета и задержки окончания строительства на два года, поскольку необходимо было разработать новые решения для обеспечения сейсмостойкости здания.